# Hypsopanchax jubbi
Hypsopanchax jubbi är en fiskart som beskrevs av Max Poll och Lambert, 1965. Hypsopanchax jubbi ingår i släktet Hypsopanchax och familjen Poeciliidae. IUCN kategoriserar arten globalt som livskraftig. Inga underarter finns listade i Catalogue of Life.